# Panagia Chryseleousa (Emba)

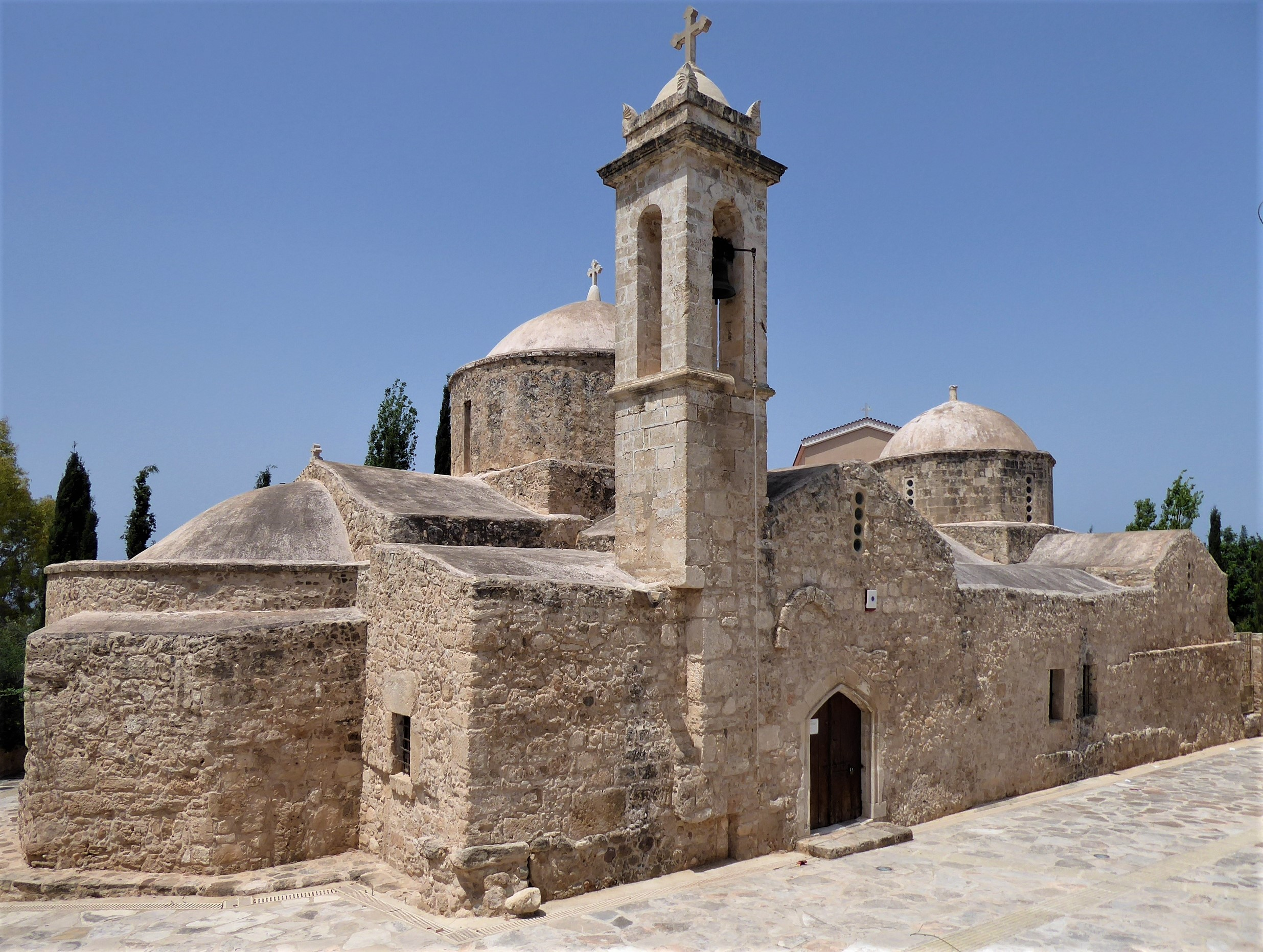
Panagia Chryseleousa, Emba

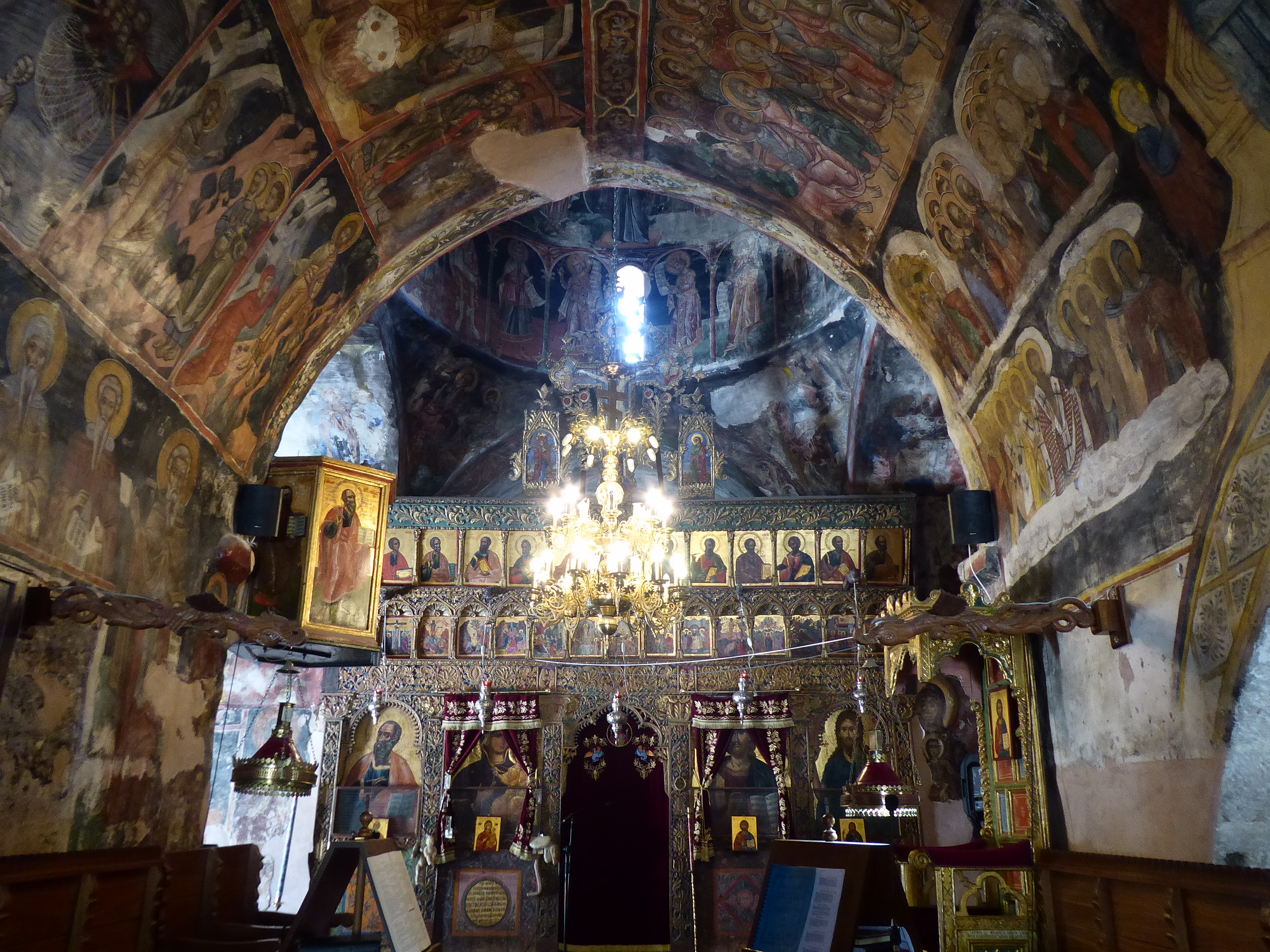
Blick zur Chor

Die Panagia Chryseleousa ist ein Kirchengebäude der zyprisch-orthodoxen Kirche auf Zypern in Emba (Bezirk Paphos).

## Beschreibung
Die Panagia Chryseleousa entstand im 12. Jahrhundert zunächst auf kreuzförmigem Grundriss mit Tonnengewölben sowie mit einer Kuppel über der Vierung. Zu einem späteren Zeitpunkt wurden die Räume zwischen den Kreuzarmen ausgebaut und das Gotteshaus so zu einer Kreuzkuppelkirche erweitert. 1744 wurden die zweite Kuppel im Westen sowie ein Narthex angefügt. Zu dieser Zeit diente die Kirche auch als Klosterkirche. 
Herausragend unter den erhaltenen Fresken im Inneren ist die Darstellung des Christus als Pantokrator in der alten Vierungskuppel aus dem späten 15. Jahrhundert. Die Ikonostase stammt aus dem 16. Jahrhundert. Unmittelbar neben der Panagia Chryseleousa befindet sich heute die monumentale moderne Pfarrkirche Embas, dem heiligen Apostel Andreas geweiht.